# Tour de Corse 1985
Le Tour de Corse 1985 (29e Tour de Corse), disputé du 2 au 4 mai 1985, est la cent-quarantième manche du championnat du monde des rallyes (WRC) courue depuis 1973, et la cinquième manche du championnat du monde des rallyes 1985. C'est également la quatrième manche du championnat de France des rallyes 1985.

## Contexte avant la course

### Le championnat du monde
Ayant succédé en 1973 au championnat international des marques (en vigueur de 1970 à 1972), le championnat du monde des rallyes comprend généralement une douzaine manches, comprenant les plus célèbres épreuves routières internationales, telles le Rallye Monte-Carlo, le Safari ou le RAC Rally. Depuis 1979, le championnat des constructeurs a été doublé d'un championnat pilotes, ce dernier remplaçant l'éphémère Coupe des conducteurs, organisée à seulement deux reprises en 1977 et 1978. Le calendrier 1985 intègre douze manches pour l'attribution du titre de champion du monde des pilotes mais seulement onze sélectives pour le championnat des marques (le Rallye de Côte d'Ivoire en étant exclu). Les épreuves sont réservées aux catégories suivantes :
- Groupe N : voitures de grande production de série, ayant au minimum quatre places, fabriquées à au moins 5000 exemplaires en douze mois consécutifs ; modifications très limitées par rapport au modèle de série (bougies, amortisseurs).
- Groupe A : voitures de tourisme de grande production, fabriquées à au moins 5000 exemplaires en douze mois consécutifs, avec possibilité de modifications des pièces d'origine ; poids minimum fonction de la cylindrée.
- Groupe B : voitures de grand tourisme, fabriquées à au moins 200 exemplaires en douze mois consécutifs, avec possibilité de modifications des pièces d'origine (extension d'homologation portant sur 10% de la production[3]).

Malgré un mauvais résultat au Safari où les 205 Turbo 16 ont été dominées par les Toyota et les Opel, Peugeot (qui s'est imposé dans les trois premières manches de la saison) reste largement en tête du championnat du monde des constructeurs avec quatorze points d'avance sur Audi, tandis que ses deux pilotes de pointe, Timo Salonen et Ari Vatanen, mènent le classement des conducteurs devant le champion en titre, Stig Blomqvist.

### L'épreuve
Organisé pour la première fois fin 1956, le Tour de Corse doit son existence à l'initiative de deux passionnés de sport automobile, le comte Peraldi (qui était alors président de l'Automobile Club de Corse) et du docteur Jean Sermonard (responsable du syndicat d'initiative d'Ajaccio). Le parcours particulièrement accidenté de cette épreuve lui valut rapidement le surnom de « rallye aux dix mille virages ». Le Tour de Corse fut intégré au calendrier du championnat d'Europe en 1970, puis au championnat du monde des rallyes à sa création en 1973. Vainqueur à six reprises entre 1970 et 1981, Bernard Darniche y est le pilote le plus titré.

## Le parcours
- départ : 2 mai 1985 d'Ajaccio
- arrivée : 4 mai 1985 à Ajaccio

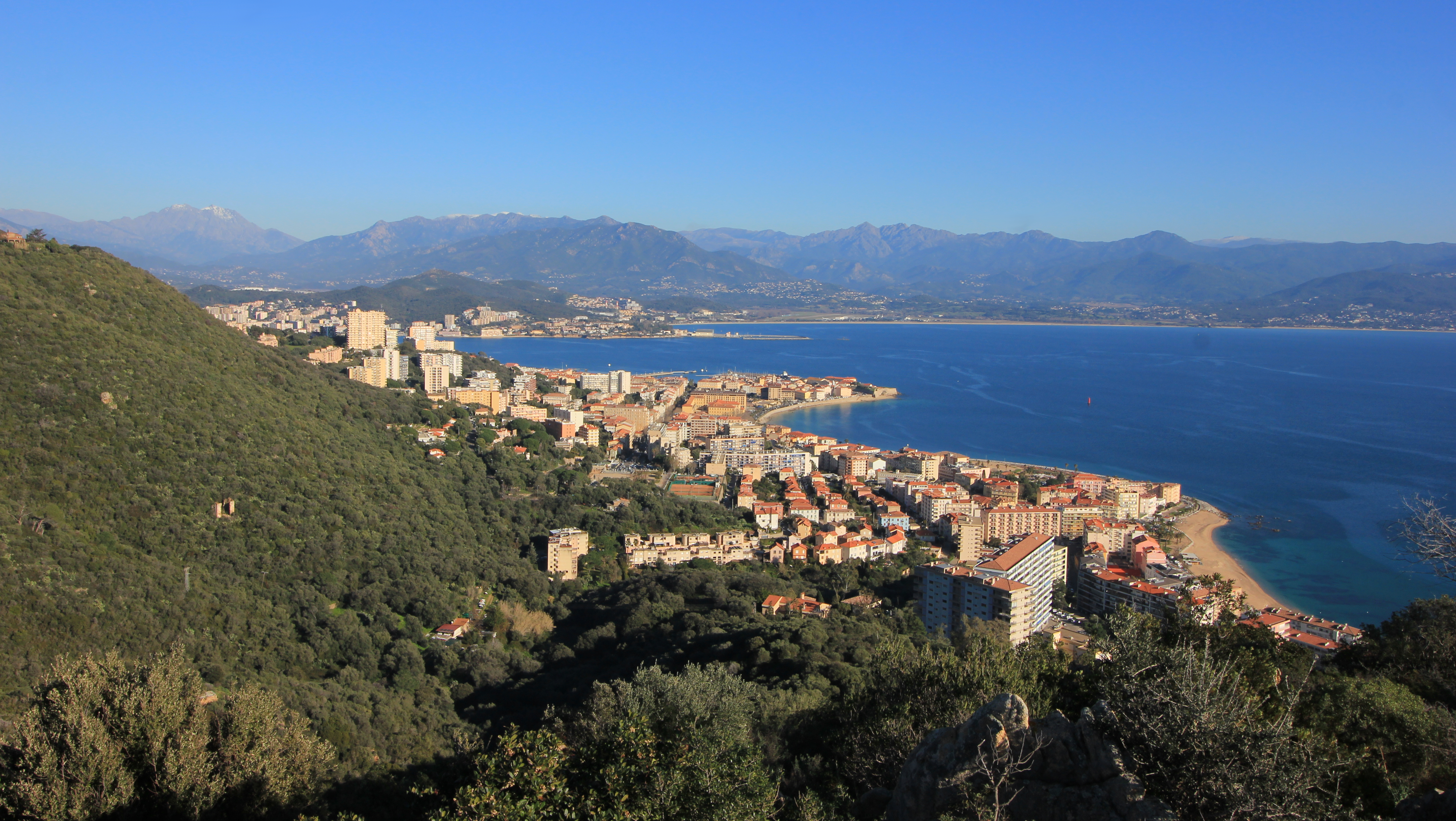
Les équipages partiront d'Ajaccio.

- distance : 1 603,28 km dont 1 078,02 km sur 29 épreuves spéciales (30 spéciales initialement prévues pour un total de 1 122,25 km)
- surface : asphalte
- Parcours divisé en trois étapes[5]

### Première étape
- Ajaccio - Sartène - Quenza - Vivario - Migliacciaro - Ponte-Leccia - Bastia, le 2 mai
- 570,61 km dont 371,18 sur 10 épreuves spéciales (11 spéciales initialement prévues pour un total de 415,41 km)

### Deuxième étape
- Bastia - Saint-Florent - Corte - L'Île-Rousse - Calvi, le 3 mai
- 423,16 km dont 283,45 km sur 9 épreuves spéciales

### Troisième étape
- Calvi - Évisa - Campo Dell'Oro - Aullène - Propriano - Ajaccio, le 4 mai
- 609,51 km dont 423,39 sur 10 épreuves spéciales

## Les forces en présence
- Audi

Seul pilote officiel Audi engagé, Walter Röhrl dispose prendra le départ sur une Sport Quattro groupe B équipée de tous nouveaux disques de freins. Cette voiture de 1030 kg  à transmission intégrale est dotée d'un moteur cinq cylindres de 2110 cm3 à culasse vingt soupapes, alimenté par un système d'injection électronique Bosch associé à un turbocompresseur KKK. La puissance disponible est de 450 chevaux à 8000 tr/min. Röhrl utilise des pneus Michelin.
- Peugeot

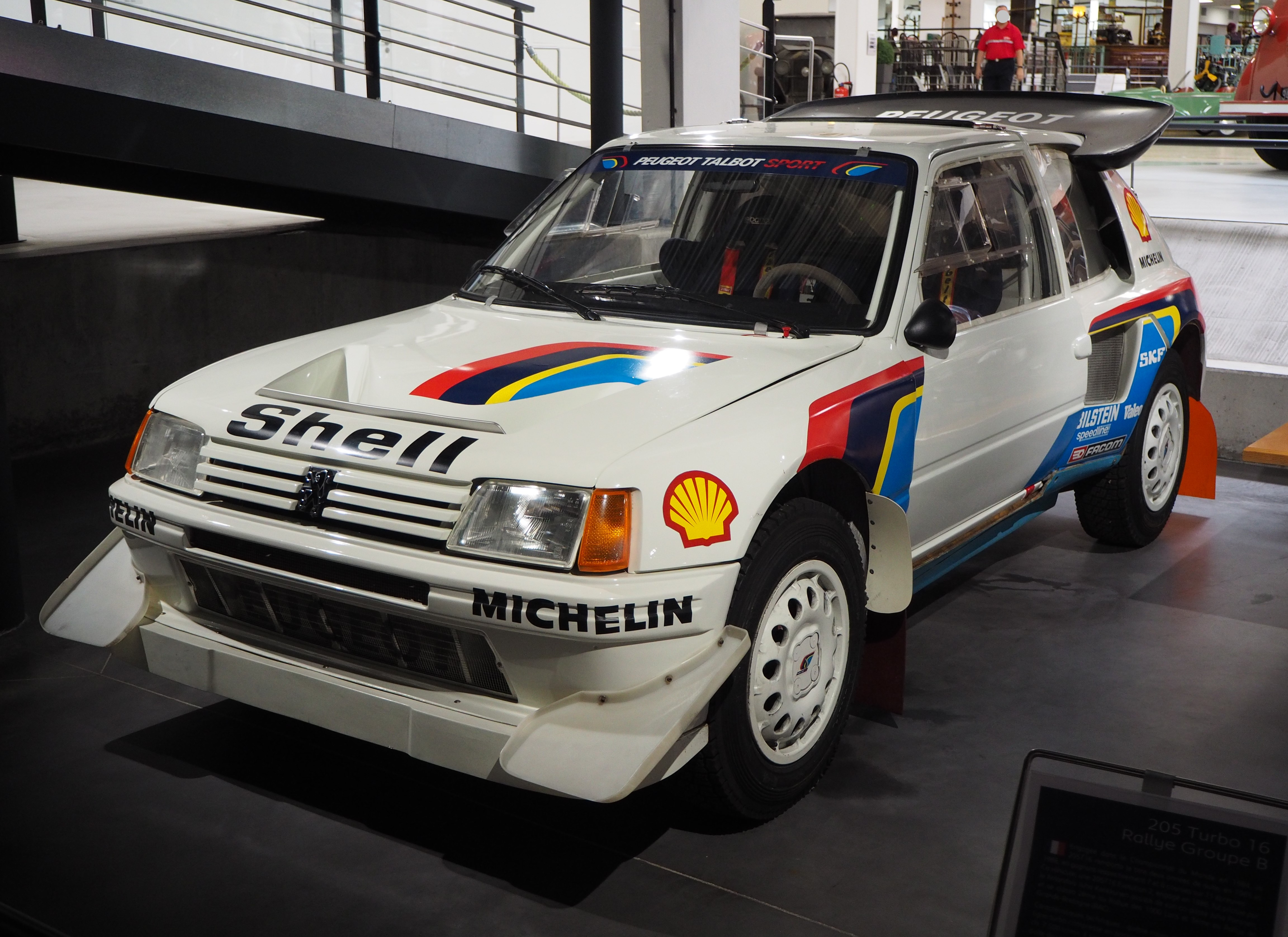
La Peugeot 205 Turbo 16 Évo2 sera aux mains de Bruno Saby.

Ari Vatanen et Timo Salonen s'alignent sur leurs habituelles 205 Turbo 16 groupe B. Pesant 980 kg, ces voitures à transmission intégrale sont motorisées par un quatre cylindres en ligne d'une cylindrée de 
1775 cm3, placé en position centrale arrière. Alimenté par un système d'injection électronique Bosch associé à un turbocompresseur KKK, il développe 350 chevaux à 7200 tr/min. Au côté des deux pilotes finlandais, Bruno Saby fait débuter la nouvelle version de la 205 T16 (baptisée Évolution 2). Elle se caractérise par un châssis redessiné utilisant des matériaux plus résistants, permettant une meilleure rigidité et un gain de 70 kg par rapport à sa devancière. La carrosserie comporte un spoiler à l'avant et un aileron arrière. La culasse a été modifiée et le moteur, suralimenté par un turbocompresseur Garrett, délivre 430 chevaux à 7500 tr/min. Au côté des trois voitures officielles, Bernard Darniche est au volant d'une 205 T16 (première version), préparée chez ROC et engagée par Gauloises. Les Peugeot sont chaussées de pneus Michelin.
- Lancia

La Scuderia Lancia avait initialement engagé trois Rally 037 groupe B pour Markku Alén, Attilio Bettega et Henri Toivonen, mais ce dernier, accidenté deux semaines auparavant lors du Rallye de la Costa Smeralda, ne pourra pas courir avant quelques mois et seuls Alén et Bettega défendent les couleurs officielles. Ils seront néanmoins épaulés par Massimo Biasion qui pilote, comme au Portugal, la Rally 037 du Jolly Club. Ces berlinettes à moteur central arrière pèsent 960 kg. Leur quatre cylindres de 2111 cm3, alimenté par un système d'injection mécanique Bosch Kugelfischer couplé à un compresseur volumétrique Abarth, délivre 330 chevaux à 8000 tr/min. Elles utilisent des pneus Pirelli.
- Renault

Jean Ragnotti dispose de la Renault 5 Maxi Turbo groupe B avec laquelle il dispute régulièrement les manches du championnat de France. C'est la première apparition en championnat du monde de cette voiture, évolution de la 5 Turbo "Tour de Corse". Elle ne pèse que 905 kg contre 960 pour sa devancière. Son moteur quatre cylindres de 1527 cm3, en position centrale arrière, est alimenté par un système d'injection Bosch K-Jetronic associé à un turbocompresseur Garrett. Il développe 350 chevaux à 6500 tr/min. Au côté de  Ragnotti engagé par Renault Sport, deux autres 5 Maxi Turbo sont présentes : celle de François Chatriot préparée par la concession Renault de Compiègne (sous les couleurs DIAC) et celle de Didier Auriol préparée par la concession Renault de Chartres (sous les couleurs 33 Export). Contrairement à Ragnotti et Chatriot qui utilisent des pneus Michelin, Auriol a opté pour des pneus Pirelli. Une vingtaine de pilotes privés prendront le départ sur des précédentes versions de 5 Turbo groupe B (1397 cm3, environ 330 chevaux). La marque française est également présente dans les catégories inférieures, avec notamment la 11 Turbo groupe A d'Alain Oreille et la 5 GT Turbo groupe N de Jean-Pierre Deriu.
- Opel

Guy Fréquelin conduit son habituelle Opel Manta 400 groupe B, avec laquelle il a remporté les trois premières manches du championnat de France. Ce coupé à transmission classique pèse une tonne. Il est dotés d'un moteur quatre cylindres de 2420 cm3 développé par Cosworth. Alimenté par deux carburateurs Weber double corps, il développe 275 chevaux à 7250 tr/min. Fréquelin court avec des pneus Michelin.
- Porsche

Rothmans engage deux Porsche 911 SC RS groupe B pour Bernard Béguin et Billy Coleman. Ces coupés à moteur en porte-à-faux arrière pèsent 975 kg. Leur six cylindres à plat de 2994 cm3, refroidi par air et alimenté par injection électronique Bosch Kugelfischer, délivre 305 chevaux à 7600 tr/min. Les Porsche sont chaussées de pneus Michelin.
- Citroën

Espoirs de l'équipe de France Junior, Olivier Tabatoni et Carole Vergnaud prendront le départ sur leurs Citroën Visa 1000 Pistes groupe B. Ces berlines de 775 kg, à transmission intégrale, ont un moteur quatre cylindres de 1434 cm3 alimenté par deux carburateurs Weber double corps, d'une puissance maximale de 145 chevaux à 6500 tr/min. Elles sont équipées de pneus Michelin.
- Talbot

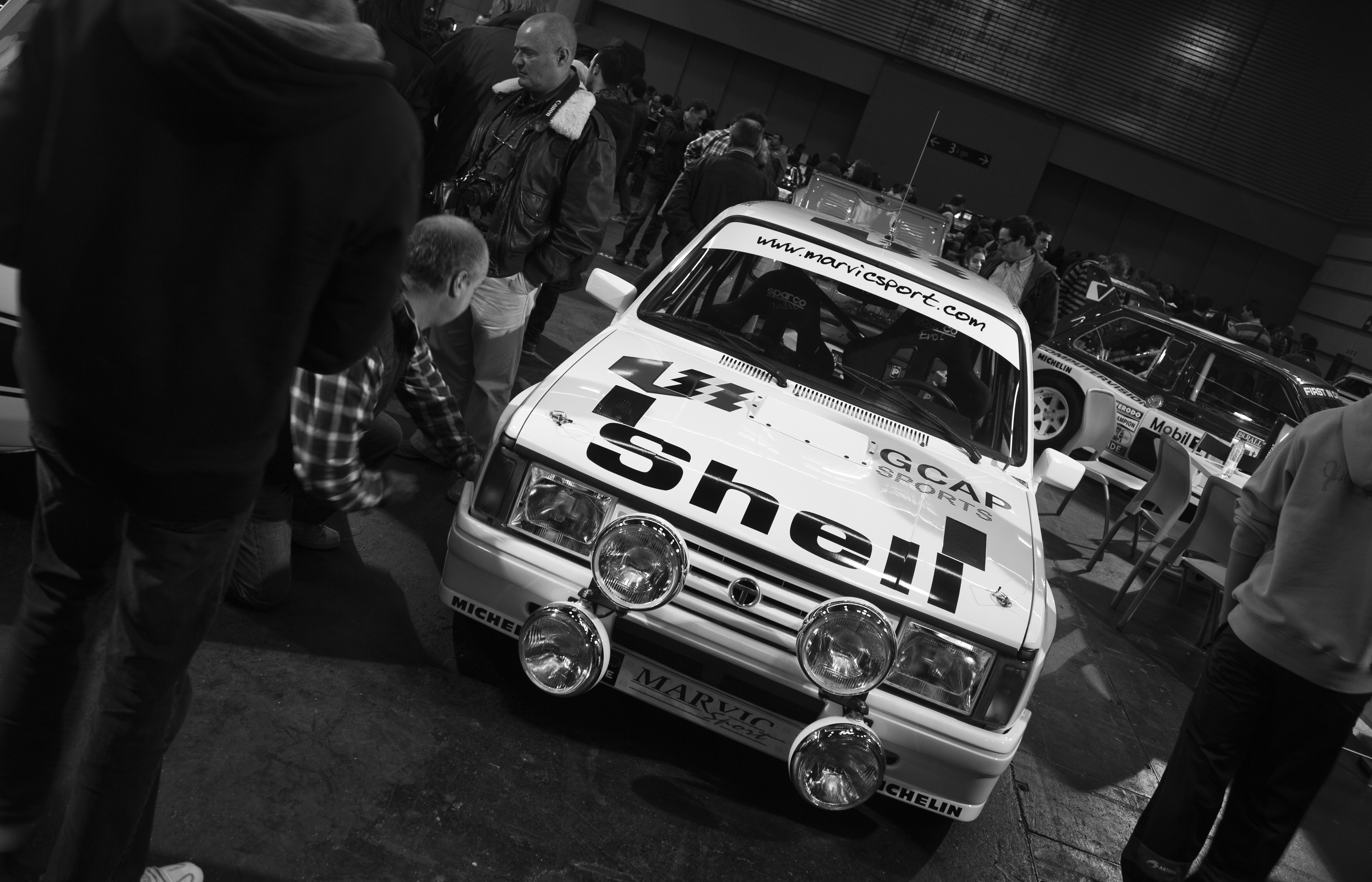
La Talbot Samba Rallye groupe B.

La Talbot Samba Rallye est très populaire dans la classe B9 (groupe B, moins de 1300 cm3) et dix-neuf voitures de ce type sont au départ, dont celle de Jean-Paul Bouquet, préparée par Peugeot Talbot Nancy. Ce petit coupé pèse seulement 675 kg. Son moteur quatre cylindres de 1285 cm3 est alimenté par deux carburateurs Weber double corps et délivre 130 chevaux à 7200 tr/min. Bouquet a opté pour des pneus Michelin.
- Alfa Romeo

Yves Loubet et Bertrand Balas seront les principaux animateurs du groupe A au volant de leurs Alfetta GTV6. Ces coupés à moteur V6 de 2492 cm3 disposent de 220 chevaux et pèsent 1120 kg. Ils sont chaussés de pneus Pirelli.
- Volkswagen

Comme au Portugal, Volkswagen Motorsport engage deux Golf GTI groupe A pour Jochi Kleint et Franz Wittmann. Ces tractions pèsent 880 kg. Leur moteur quatre cylindres de 1781 cm3, alimenté par injection mécanique Bosch, a une puissance de 170 chevaux. Engagé à titre privé, Guy Chasseuil pilote un modèle identique. Les Volkswagen utilisent des pneus Pirelli.

## Déroulement de la course

### Première étape

#### Ajaccio - Quenza

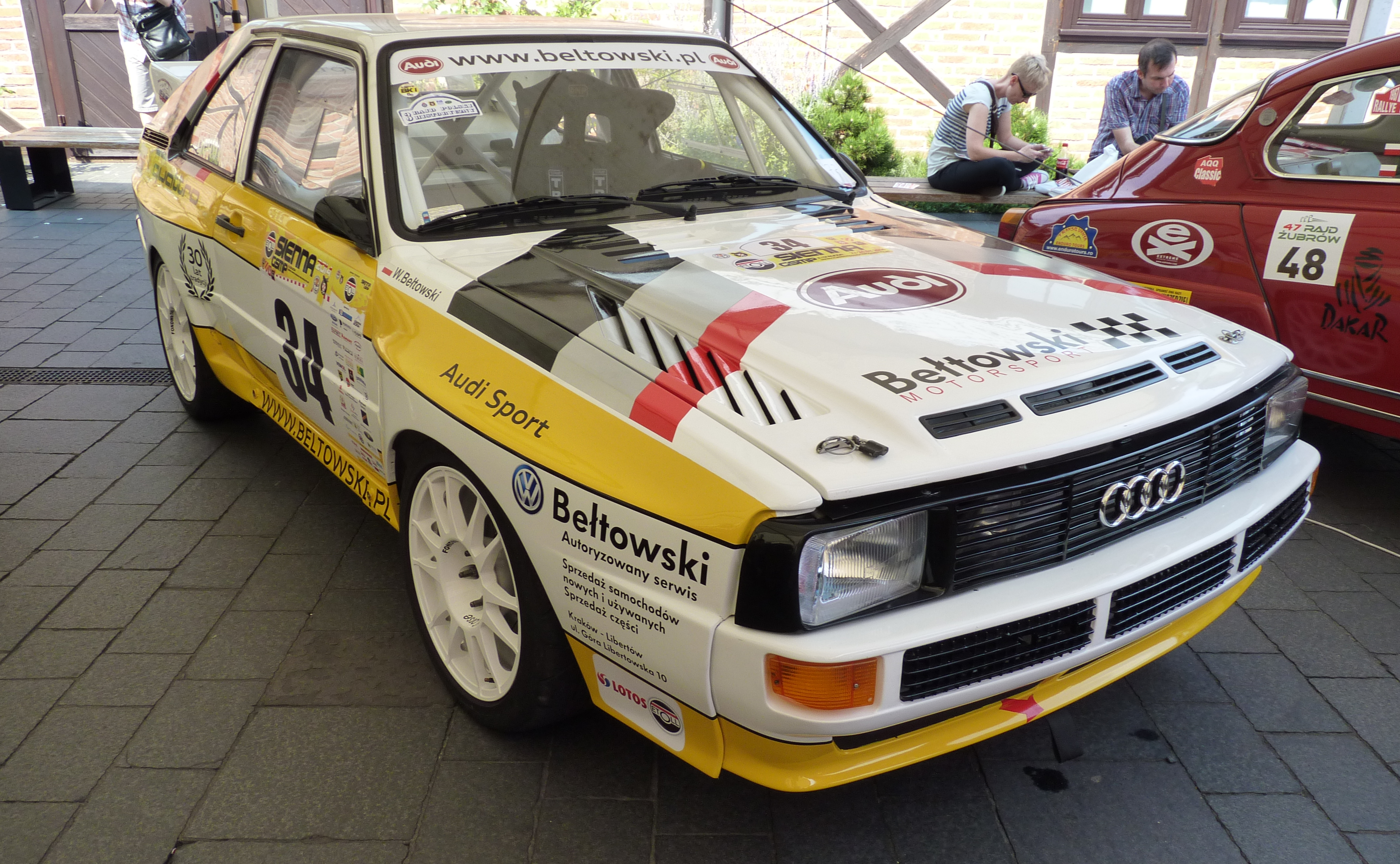
Une Audi Sport Quattro semblable à celle de Walter Röhrl. Les nouveaux disques de freins s'étant révélés très fragiles, le pilote allemand a abandonné à l'issue de la première épreuve chronométrée.

Les équipages s'élancent d'Ajaccio le jeudi matin, sous le soleil. Dès le premier tronçon chronométré, Jean Ragnotti se montre très à l'aise au volant de sa Renault 5 Turbo. Il prend la tête de la course, dix secondes devant la Lancia d'Attilio Bettega. Les Peugeot 205 de Bruno Saby et Ari Vatanen viennent ensuite, alors que l'on enregistre l'abandon de leur coéquipier Timo Salonen (fil d'alimentation sectionné). Un problème de pompe à essence a entraîné le retrait de la 205 privée confiée à Bernard Darniche alors que Guy Fréquelin a également abandonné, pompe à huile de son Opel hors d'usage. Sur l'unique Audi Quattro engagée, Walter Röhrl n'ira guère plus loin, le champion allemand rejoignant son assistance avec un disque de frein cassé avant de renoncer, par mesure de sécurité. Après seulement quarante kilomètres de course, quatre équipages de pointe sont déjà éliminés ! Dans la deuxième épreuve spéciale, Vatanen passe à l'attaque et remonte à la deuxième place du classement général, revenant à huit secondes de Ragnotti. Des goujons de mauvaise qualité ont entraîné l'élimination de deux des principaux animateurs du groupe A, la casse des fixations de roue ayant entraîné les sorties de route de Franz Wittmann et de Guy Chasseuil (tous deux sur Volkswagen Golf).
Dans les deux spéciales suivantes, Ragnotti domine à nouveau ses adversaires, mais la course a pris un tout autre aspect : peu après le départ du quatrième secteur chronométré, Bettega (qui occupe à ce moment la quatrième position au classement général) est sorti un peu large d'une courbe rapide ; la roue avant gauche touche une pierre et la Lancia amorce un vol plané avant de heurter un arbre de plein fouet, à la hauteur du malheureux pilote, probablement tué sur le coup. La voiture heurte un autre arbre avant de terminer sa course en contrebas de la route. Maurizio Perissinot, le copilote de Bettega, s'en extrait totalement indemne. Ignorants du drame qui vient de se produire, les autres concurrents disputent la spéciale, à l'issue de laquelle la compétition sera momentanément interrompue, la cinquième épreuve chronométrée étant annulée. Les équipages regagnent alors directement le parc fermé de Quenza. Ragnotti possède plus d'une demi-minute d'avance sur Vatanen. Markku Alén a dépossédé Saby de la troisième place mais le pilote finlandais, abattu par la disparition de son coéquipier, annonce qu'il ne repartira pas.

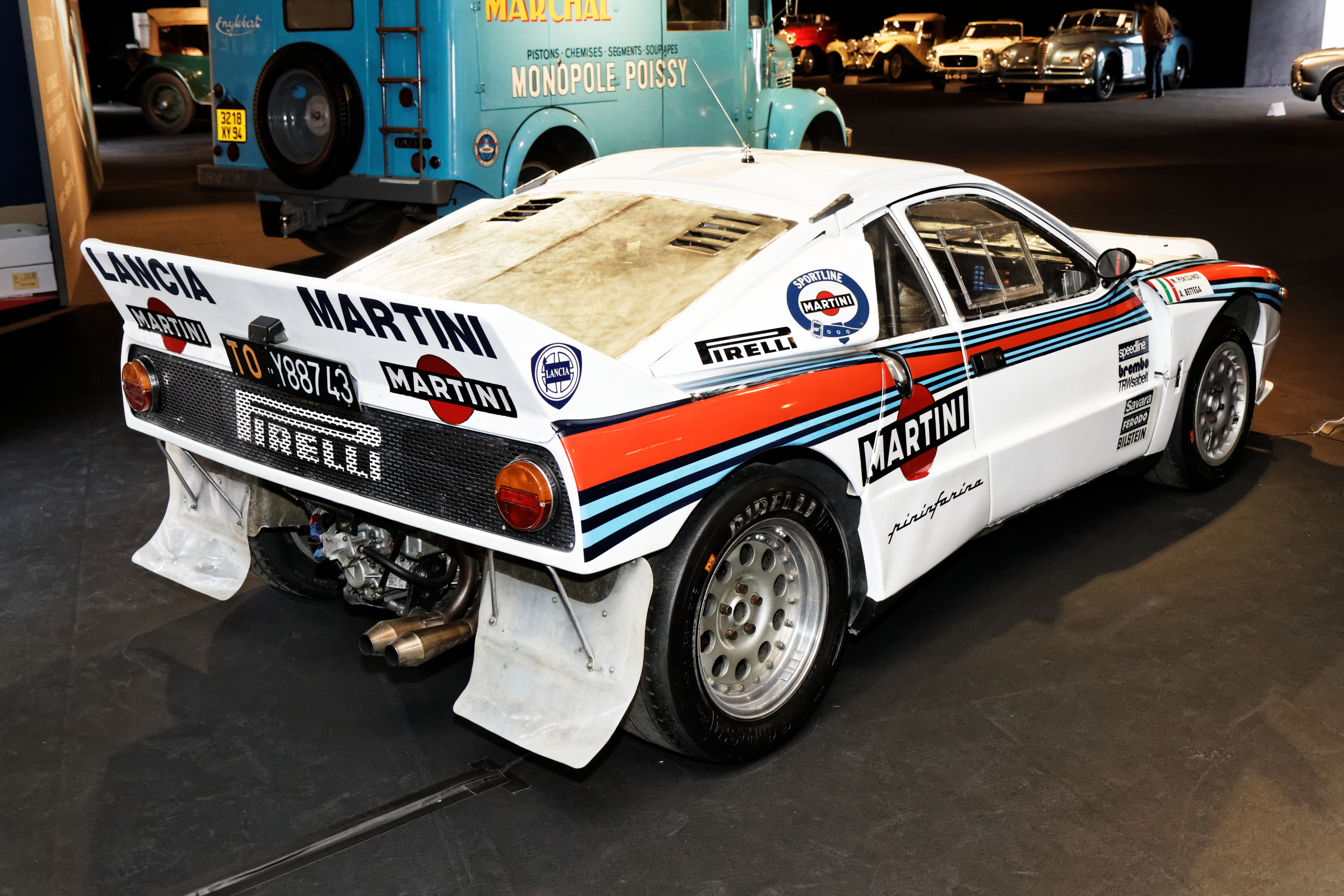
Avant son accident fatal, Attilio Bettega et sa Lancia Rally 037 occupaient la quatrième place au classement général. Anéanti par la mort de son coéquipier, Markku Alén se retirera de la course à Quenza.

| Pos. | Pilote            | Copilote                | Voiture                   | Groupe | Temps           | Écart        |
| ---- | ----------------- | ----------------------- | ------------------------- | ------ | --------------- | ------------ |
| 1    | Jean Ragnotti     | Pierre Thimonier        | Renault 5 Maxi Turbo      | B      | 1 h 13 min 17 s |              |
| 2    | Ari Vatanen       | Terry Harryman          | Peugeot 205 Turbo 16      | B      | 1 h 13 min 49 s | + 32 s       |
| 3    | Markku Alén       | Ilkka Kivimäki          | Lancia Rally 037          | B      | 1 h 14 min 22 s | + 1 min 05 s |
| 4    | Bruno Saby        | Jean-François Fauchille | Peugeot 205 Turbo 16 Évo2 | B      | 1 h 14 min 29 s | + 1 min 12 s |
| 5    | Massimo Biasion   | Tiziano Siviero         | Lancia Rally 037          | B      | 1 h 14 min 55 s | + 1 min 38 s |
| 6    | Bernard Béguin    | Jean-Jacques Lenne      | Porsche 911 SC RS         | B      | 1 h 16 min 22 s | + 3 min 05 s |
| 7    | Didier Auriol     | Bernard Occelli         | Renault 5 Maxi Turbo      | B      | 1 h 18 min 00 s | + 4 min 43 s |
| 8    | François Chatriot | Michel Périn            | Renault 5 Maxi Turbo      | B      | 1 h 18 min 55 s | + 5 min 38 s |
| 9    | Billy Coleman     | Ronan Morgan            | Porsche 911 SC RS         | B      | 1 h 19 min 06 s | + 5 min 49 s |
| 10   | Yves Loubet       | Jean-Bernard Vieu       | Alfa Romeo Alfetta GTV6   | A      | 1 h 19 min 42 s | + 6 min 25 s |

#### Quenza - Migliacciaro
La course reprend dans la tristesse générale. Troisième pilote de la Scuderia Lancia, Massimo Biasion est également reparti mais il se retirera à Zicavo, en signe de deuil, alors qu'il occupait la quatrième place. Ragnotti mène toujours mais, surpris par le gravier, il va effectuer un tête-à-queue dans l'épreuve menant à Vivario et conserve la tête de justesse, avec seulement une seconde d'avance sur Vatanen. Ce dernier attaque sans relâche, mais dans le secteur suivant il serre trop une corde, heurte une pierre et doit s'arrêter pour remplacer une roue. Il repart en trombe mais touche à nouveau une pierre quelques kilomètres plus loin. Sans roue de secours, il doit faire appel à l'hélicoptère d'assistance pour s'en procurer une. Il va perdre vingt-sept minutes au total et toute chance de victoire, dégringolant à la vingt-cinquième place. À la halte de Migliacciaro, Ragnotti possède désormais une confortable marge de cinq minutes et demie sur Saby, son adversaire le plus proche, qui a également perdu plusieurs minutes à cause d'une crevaison et devance de peu la Porsche de Bernard Béguin. Sur sa Renault 5 Turbo privée, Didier Auriol est trois minutes plus loin. En tête du groupe A depuis le départ, Yves Loubet pointe à la sixième place du classement général au volant de son Alfa Romeo, juste derrière la Porsche de Billy Coleman.
| Pos. | Pilote            | Copilote                | Voiture                   | Groupe | Temps           | Écart         |
| ---- | ----------------- | ----------------------- | ------------------------- | ------ | --------------- | ------------- |
| 1    | Jean Ragnotti     | Pierre Thimonier        | Renault 5 Maxi Turbo      | B      | 2 h 41 min 3 s  |               |
| 2    | Bruno Saby        | Jean-François Fauchille | Peugeot 205 Turbo 16 Évo2 | B      | 2 h 46 min 41 s | + 5 min 38 s  |
| 3    | Bernard Béguin    | Jean-Jacques Lenne      | Porsche 911 SC RS         | B      | 2 h 47 min 6 s  | + 6 min 3 s   |
| 4    | Didier Auriol     | Bernard Occelli         | Renault 5 Maxi Turbo      | B      | 2 h 50 min 2 s  | + 8 min 59 s  |
| 5    | Billy Coleman     | Ronan Morgan            | Porsche 911 SC RS         | B      | 2 h 54 min 3 s  | + 13 min 0 s  |
| 6    | Yves Loubet       | Jean-Bernard Vieu       | Alfa Romeo Alfetta GTV6   | A      | 2 h 55 min 23 s | + 14 min 20 s |
| 7    | Alain Oreille     | Sylvie Oreille          | Renault 11 Turbo          | A      | 2 h 58 min 45 s | + 17 min 42 s |
| 8    | Jean-Claude Torre | Patrick de la Fouata    | Renault 5 Turbo           | B      |                 |               |

#### Migliacciaro - Bastia
Vatanen est de loin le plus rapide dans les trois dernières épreuves spéciales de la journée et effectue une spectaculaire remontée à la sixième place, réduisant son retard à vingt-cinq minutes. En tête, Ragnotti a encore augmenté son avance, Saby étant maintenant à plus de six minutes et demie de la Renault 5 officielle. Béguin est toujours troisième mais Auriol a abandonné à cause d'un retour de flamme ayant endommagé le faisceau électrique et c'est désormais Loubet qui occupe la quatrième place, devant Coleman, retardé par des ennuis de boîte de vitesses. Régulièrement le plus rapide du groupe N au volant de sa BMW, le pilote insulaire Patrick Bernardini occupe le quinzième rang, avec seulement trente-trois secondes d'avance sur Bernard Donguès (au volant d'un modèle identique) et quelques minutes sur la Renault 5 de Jean-Pierre Deriu, ses principaux adversaires dans la catégorie.

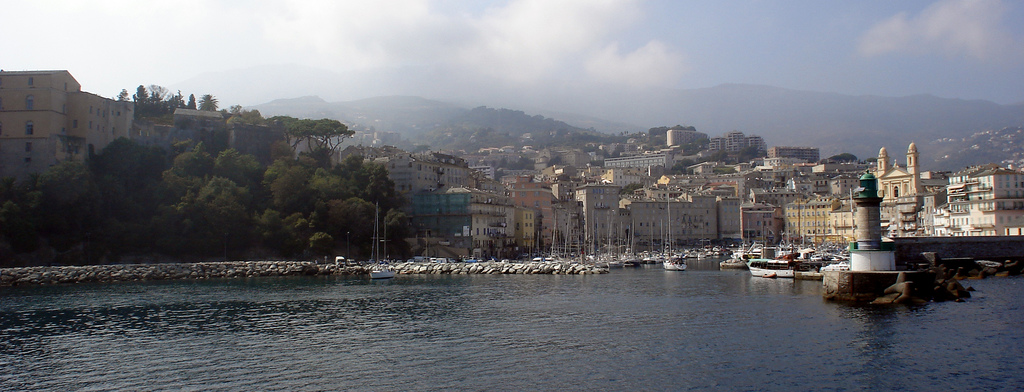
Bastia, terme de la première étape.

| Pos. | Pilote                | Copilote                | Voiture                   | Groupe | Temps           | Écart         |
| ---- | --------------------- | ----------------------- | ------------------------- | ------ | --------------- | ------------- |
| 1    | Jean Ragnotti         | Pierre Thimonier        | Renault 5 Maxi Turbo      | B      | 4 h 12 min 09 s |               |
| 2    | Bruno Saby            | Jean-François Fauchille | Peugeot 205 Turbo 16 Évo2 | B      | 4 h 18 min 46 s | + 6 min 37 s  |
| 3    | Bernard Béguin        | Jean-Jacques Lenne      | Porsche 911 SC RS         | B      | 4 h 20 min 38 s | + 8 min 29 s  |
| 4    | Yves Loubet           | Jean-Bernard Vieu       | Alfa Romeo Alfetta GTV6   | A      | 4 h 33 min 58 s | + 21 min 49 s |
| 5    | Billy Coleman         | Ronan Morgan            | Porsche 911 SC RS         | B      | 4 h 35 min 47 s | + 23 min 38 s |
| 6    | Ari Vatanen           | Terry Harryman          | Peugeot 205 Turbo 16      | B      | 4 h 37 min 28 s | + 25 min 19 s |
| 7    | Alain Oreille         | Sylvie Oreille          | Renault 11 Turbo          | A      | 4 h 38 min 18 s | + 26 min 09 s |
| 8    | Jean-Claude Torre     | Patrick de la Fouata    | Renault 5 Turbo           | B      | 4 h 41 min 32 s | + 29 min 23 s |
| 9    | Camille Bartoli       | Bernard Falempin        | Renault 5 Turbo           | B      | 4 h 43 min 34 s | + 31 min 25 s |
| 10   | Jochi Kleint          | Werner Hohenadel        | Volkswagen Golf GTI       | A      | 4 h 43 min 54 s | + 31 min 45 s |
| 11   | Jean-Paul Bouquet     | Christian Morel         | Talbot Samba Rallye       | B      | 4 h 44 min 23 s | + 32 min 14 s |
| 12   | Bertrand Balas        | Eric Lainé              | Alfa Romeo Alfetta GTV6   | A      | 4 h 44 min 42 s | + 32 min 33 s |
| 13   | Paul Rouby            | Jean-Louis Martin       | Renault 5 Turbo           | B      | 4 h 45 min 17 s | + 33 min 08 s |
| 14   | Michel Neri           | Rocky Demedardi         | Renault 5 Turbo           | B      | 4 h 45 min 22 s | + 33 min 13 s |
| 15   | Patrick Bernardini    | José Bernardini         | BMW 323i                  | N      | 4 h 47 min 25 s | + 35 min 16 s |
| 16   | Bernard Donguès       | Roselyne Prioux         | BMW 323i                  | N      | 4 h 47 min 58 s | + 35 min 49 s |
| 17   | Jean-Pierre Deriu     | Joël Mariani            | Renault 5 GT Turbo        | N      | 4 h 50 min 21 s | + 38 min 12 s |
| 18   | Jean-Jacques Paoletti | Claude Santucci         | Renault 5 Turbo           | B      | 4 h 50 min 41 s | + 38 min 32 s |

### Deuxième étape

#### Bastia - Corte
Vatanen poursuit son effort le vendredi et remporte les quatre épreuves spéciales de la matinée, remontant à la quatrième place. Il possède alors encore treize minutes de retard retard sur le troisième, Béguin, et ne peut espérer mieux à la régulière. Le pilote finlandais continue néanmoins à attaquer et loupe un virage entre Moriani et Cervione. La 205 part en tonneaux et retombe en contrebas de la route. L'équipage est indemne mais contraint à l'abandon. Fort de son avance, Ragnotti a légèrement levé le pied mais rejoint Corte avec encore près de six minutes d'avance sur Saby. Quatrième derrière Béguin, Loubet est en passe d'être rejoint par Coleman, qui après avoir résolu ses problèmes de boîte de vitesses revient rapidement sur lui. Sixième au classement général avec sa Renault 11, Alain Oreille est deuxième du groupe A mais ne constitue pas une menace pour Loubet, six minutes et demie devant lui.
| Pos. | Pilote          | Copilote                | Voiture                   | Groupe | Temps           | Écart         |
| ---- | --------------- | ----------------------- | ------------------------- | ------ | --------------- | ------------- |
| 1    | Jean Ragnotti   | Pierre Thimonier        | Renault 5 Maxi Turbo      | B      | 6 h 40 min 36 s |               |
| 2    | Bruno Saby      | Jean-François Fauchille | Peugeot 205 Turbo 16 Évo2 | B      | 6 h 40 min 36 s | + 5 min 57 s  |
| 3    | Bernard Béguin  | Jean-Jacques Lenne      | Porsche 911 SC RS         | B      | 6 h 49 min 32 s | + 8 min 56 s  |
| 4    | Yves Loubet     | Jean-Bernard Vieu       | Alfa Romeo Alfetta GTV6   | A      | 7 h 10 min 56 s | + 30 min 20 s |
| 5    | Billy Coleman   | Ronan Morgan            | Porsche 911 SC RS         | B      | 7 h 12 min 14 s | + 31 min 38 s |
| 6    | Alain Oreille   | Sylvie Oreille          | Renault 11 Turbo          | A      | 7 h 17 min 34 s | + 36 min 58 s |
| 7    | Jochi Kleint    | Werner Hohenadel        | Volkswagen Golf GTI       | A      | 7 h 21 min 12 s | + 40 min 36 s |
| 8    | Camille Bartoli | Bernard Falempin        | Renault 5 Turbo           | B      | 7 h 22 min 15 s | + 41 min 39 s |
| 9    | Bertrand Balas  | Eric Lainé              | Alfa Romeo Alfetta GTV6   | A      | 7 h 26 min 11 s | + 45 min 35 s |
| 10   | Paul Rouby      | Jean-Louis Martin       | Renault 5 Turbo           | B      | 7 h 28 min 19 s | + 47 min 43 s |

#### Corte - Calvi
L'après-midi se déroule sans changement notable pour les trois premiers, Ragnotti ralliant Calvi avec un peu plus de six minutes d'avance sur Saby et plus de dix sur Béguin. Plus loin, Coleman a passé Loubet, ce dernier occupant toujours la tête du groupe A, loin devant la Volkswagen de Jochi Kleint qui a hérité de la sixième place après l'abandon d'Oreille sur panne de moteur. Bernardini a été retardé par un problème de pont arrière et c'est Deriu, onzième au classement général, qui a pris la tête du groupe N.

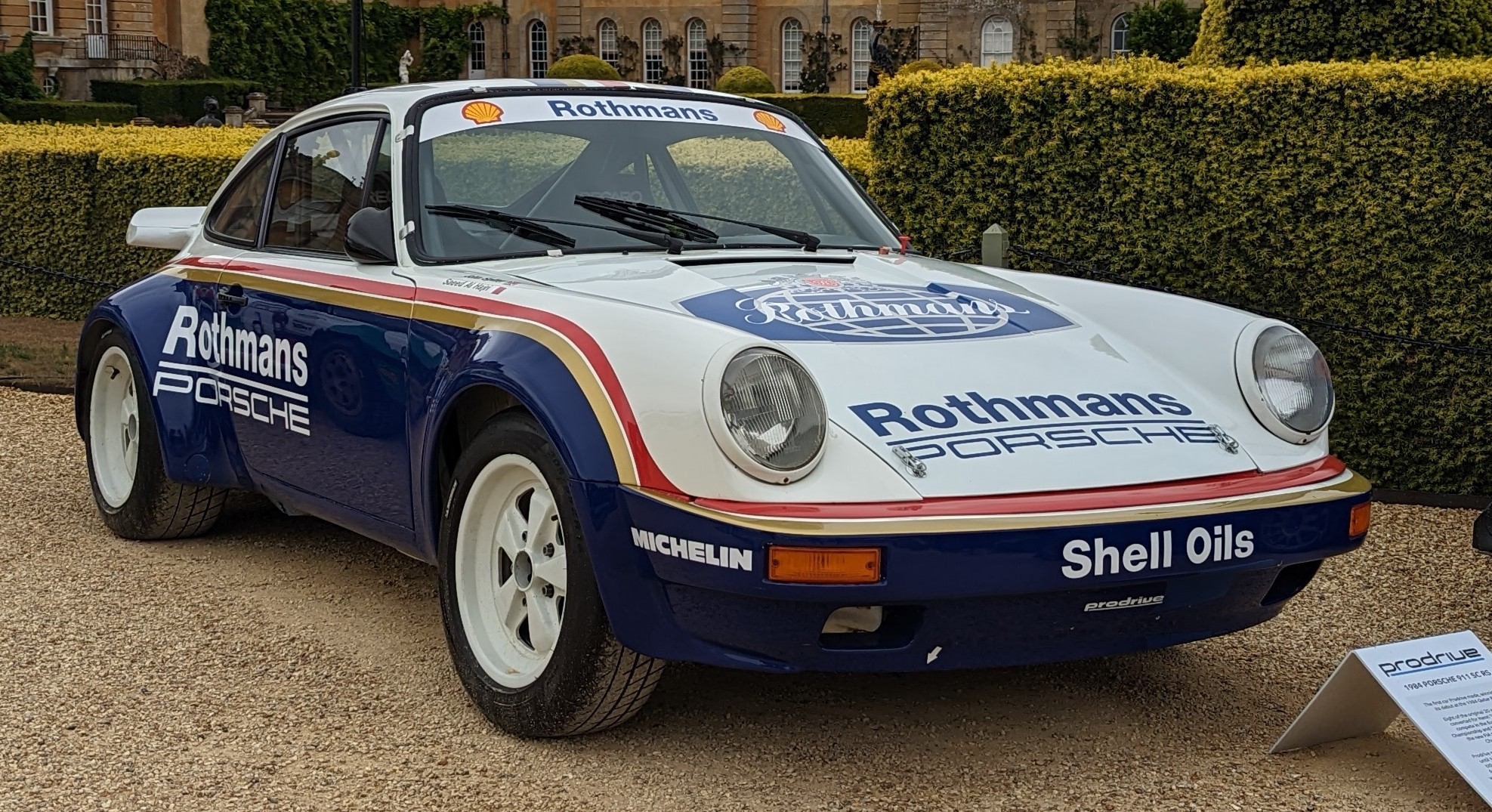
Une Porsche 911 SC RS aux couleurs Rothmans, semblable à celles de Bernard Béguin et Billy Coleman, respectivement troisième et quatrième à l'issue de la seconde étape.

| Pos. | Pilote            | Copilote                | Voiture                   | Groupe | Temps           | Écart             |
| ---- | ----------------- | ----------------------- | ------------------------- | ------ | --------------- | ----------------- |
| 1    | Jean Ragnotti     | Pierre Thimonier        | Renault 5 Maxi Turbo      | B      | 7 h 35 min 05 s |                   |
| 2    | Bruno Saby        | Jean-François Fauchille | Peugeot 205 Turbo 16 Évo2 | B      | 7 h 41 min 21 s | + 6 min 16 s      |
| 3    | Bernard Béguin    | Jean-Jacques Lenne      | Porsche 911 SC RS         | B      | 7 h 45 min 26 s | + 10 min 21 s     |
| 4    | Billy Coleman     | Ronan Morgan            | Porsche 911 SC RS         | B      | 8 h 10 min 18 s | + 35 min 13 s     |
| 5    | Yves Loubet       | Jean-Bernard Vieu       | Alfa Romeo Alfetta GTV6   | A      | 8 h 11 min 25 s | + 36 min 20 s     |
| 6    | Jochi Kleint      | Werner Hohenadel        | Volkswagen Golf GTI       | A      | 8 h 21 min 45 s | + 46 min 40 s     |
| 7    | Camille Bartoli   | Bernard Falempin        | Renault 5 Turbo           | B      | 8 h 22 min 35 s | + 47 min 30 s     |
| 8    | Bertrand Balas    | Eric Lainé              | Alfa Romeo Alfetta GTV6   | A      | 8 h 27 min 44 s | + 52 min 39 s     |
| 9    | Paul Rouby        | Jean-Louis Martin       | Renault 5 Turbo           | B      | 8 h 30 min 04 s | + 54 min 59 s     |
| 10   | Jean-Paul Bouquet | Christian Morel         | Talbot Samba Rallye       | B      | 8 h 30 min 47 s | + 55 min 42 s     |
| 11   | Jean-Pierre Deriu | Joël Mariani            | Renault 5 GT Turbo        | N      | 8 h 33 min 36 s | + 58 min 31 s     |
| 12   | Michel Neri       | Rocky Demedardi         | Renault 5 Turbo           | B      | 8 h 35 min 30 s | + 1 h 00 min 25 s |

### Troisième étape

#### Calvi - Ajaccio
Les équipages repartent de Calvi le dimanche à l'aube. Les positions sont acquises et chacun se contente désormais d'assurer sa position, la course sombrant dans la monotonie. Saby a nettement levé le pied et, au regroupement de l'aéroport d'Ajaccio, Ragnotti a porté son avance à plus de neuf minutes. Les deux Porsche de Béguin et Coleman sont distancées, tandis que Loubet, cinquième, mène toujours très largement le groupe A devant son coéquipier Bertrand Balas, sixième après l'abandon de Kleint sur sortie de route.
| Pos. | Pilote            | Copilote                | Voiture                   | Groupe | Temps            | Écart             |
| ---- | ----------------- | ----------------------- | ------------------------- | ------ | ---------------- | ----------------- |
| 1    | Jean Ragnotti     | Pierre Thimonier        | Renault 5 Maxi Turbo      | B      | 9 h 52 min 57 s  |                   |
| 2    | Bruno Saby        | Jean-François Fauchille | Peugeot 205 Turbo 16 Évo2 | B      | 10 h 02 min 11 s | + 9 min 14 s      |
| 3    | Bernard Béguin    | Jean-Jacques Lenne      | Porsche 911 SC RS         | B      | 10 h 11 min 57 s | + 19 min 00 s     |
| 4    | Billy Coleman     | Ronan Morgan            | Porsche 911 SC RS         | B      | 10 h 39 min 27 s | + 46 min 30 s     |
| 5    | Yves Loubet       | Jean-Bernard Vieu       | Alfa Romeo Alfetta GTV6   | A      | 10 h 44 min 18 s | + 51 min 21 s     |
| 6    | Bertrand Balas    | Eric Lainé              | Alfa Romeo Alfetta GTV6   | A      | 11 h 00 min 50 s | + 1 h 07 min 53 s |
| 7    | Jean-Paul Bouquet | Christian Morel         | Talbot Samba Rallye       | B      | 11 h 04 min 35 s | + 1 h 11 min 38 s |
| 8    | Michel Neri       | Rocky Demedardi         | Renault 5 Turbo           | B      | 11 h 08 min 53 s | + 1 h 15 min 56 s |

#### Ajaccio - Ajaccio
La dernière boucle, au sud-est d'Ajaccio, ne va apporter aucun changement parmi les premiers, les positions étant définitivement acquises. Ragnotti, qui a mené l'épreuve de bout en bout, remporte son deuxième Tour de Corse tandis que Saby, deuxième, permet à Peugeot de réaliser une excellente opération au championnat. Les Porsche de Béguin et Coleman s'octroient les troisième et quatrièmes places devant les Alfa Romeo de Loubet et Balas qui signent le doublé en groupe A. Sur sa petite Talbot Samba Jean-Louis Bouquet obtient une très belle septième place et la victoire dans sa catégorie. Neuvième à l'arrivée, Deriu a devancé tous ses adversaires en groupe N mais sa Renault 5 sera jugée non conforme lors des vérifications techniques, l'équipage ayant utilisé une boîte de Renault 11 livrée par erreur par Renault Sport. C'est finalement Bernardini (classé dixième après le déclassement de Deriu) qui sera déclaré vainqueur du groupe. Quarante-six voitures ont atteint l'arrivée.
| Pos. | Pilote                | Copilote                | Voiture                   | Groupe | Temps            | Écart             |
| ---- | --------------------- | ----------------------- | ------------------------- | ------ | ---------------- | ----------------- |
| 1    | Jean Ragnotti         | Pierre Thimonier        | Renault 5 Maxi Turbo      | B      | 12 h 54 min 15 s |                   |
| 2    | Bruno Saby            | Jean-François Fauchille | Peugeot 205 Turbo 16 Évo2 | B      | 13 h 06 min 47 s | + 12 min 32 s     |
| 3    | Bernard Béguin        | Jean-Jacques Lenne      | Porsche 911 SC RS         | B      | 13 h 20 min 04 s | + 25 min 49 s     |
| 4    | Billy Coleman         | Ronan Morgan            | Porsche 911 SC RS         | B      | 13 h 51 min 22 s | + 57 min 07 s     |
| 5    | Yves Loubet           | Jean-Bernard Vieu       | Alfa Romeo Alfetta GTV6   | A      | 14 h 03 min 53 s | + 1 h 09 min 38 s |
| 6    | Bertrand Balas        | Eric Lainé              | Alfa Romeo Alfetta GTV6   | A      | 14 h 17 min 53 s | + 1 h 23 min 38 s |
| 7    | Jean-Paul Bouquet     | Christian Morel         | Talbot Samba Rallye       | B      | 14 h 24 min 37 s | + 1 h 30 min 22 s |
| 8    | Camille Bartoli       | Bernard Falempin        | Renault 5 Turbo           | B      | 14 h 26 min 30 s | + 1 h 32 min 15 s |
| 9    | Jean-Pierre Deriu     | Joël Mariani            | Renault 5 GT Turbo        | N      | 14 h 34 min 11 s | + 1 h 39 min 56 s |
| 10   | Jean-Jacques Paoletti | Claude Santucci         | Renault 5 Turbo           | B      | 14 h 53 min 35 s | + 1 h 59 min 20 s |

### Classements intermédiaires
Classements intermédiaires des pilotes après chaque épreuve spéciale

### Classement général
| Pos | No  | Pilote                | Copilote                | Voiture                   | Temps            | Écart             | Groupe |
| --- | --- | --------------------- | ----------------------- | ------------------------- | ---------------- | ----------------- | ------ |
| 1   | 3   | Jean Ragnotti         | Pierre Thimonier        | Renault 5 Maxi Turbo      | 12 h 54 min 15 s |                   | B      |
| 2   | 11  | Bruno Saby            | Jean-François Fauchille | Peugeot 205 Turbo 16 Évo2 | 13 h 06 min 47 s | + 12 min 32 s     | B      |
| 3   | 10  | Bernard Béguin        | Jean-Jacques Lenne      | Porsche 911 SC RS         | 13 h 20 min 04 s | + 25 min 49 s     | B      |
| 4   | 15  | Billy Coleman         | Ronan Morgan            | Porsche 911 SC RS         | 13 h 51 min 22 s | + 57 min 07 s     | B      |
| 5   | 23  | Yves Loubet           | Jean-Bernard Vieu       | Alfa Romeo Alfetta GTV6   | 14 h 03 min 53 s | + 1 h 09 min 38 s | A      |
| 6   | 22  | Bertrand Balas        | Eric Lainé              | Alfa Romeo Alfetta GTV6   | 14 h 17 min 53 s | + 1 h 23 min 38 s | A      |
| 7   | 21  | Jean-Paul Bouquet     | Christian Morel         | Talbot Samba Rallye       | 14 h 24 min 37 s | + 1 h 30 min 22 s | B      |
| 8   | 34  | Camille Bartoli       | Bernard Falempin        | Renault 5 Turbo           | 14 h 26 min 30 s | + 1 h 32 min 15 s | B      |
| 9   | 41  | Jean-Jacques Paoletti | Claude Santucci         | Renault 5 Turbo           | 14 h 53 min 35 s | + 1 h 59 min 20 s | B      |
| 10  | 112 | Patrick Bernardini    | José Bernardini         | BMW 323i                  | 14 h 56 min 22 s | + 2 h 02 min 07 s | N      |

### Équipages de tête
- ES1 à ES30 :  Jean Ragnotti -  Pierre Thimonier (Renault 5 Maxi Turbo)

### Vainqueurs d'épreuves spéciales
- Jean Ragnotti -  Pierre Thimonier (Renault 5 Maxi Turbo) : 17 spéciales (ES 1, 3, 4, 8, 16, 19 à 30)
- Ari Vatanen -  Terry Harryman (Peugeot 205 Turbo 16) : 10 spéciales (ES 2, 6, 7, 9 à 15)
- Bruno Saby -  Jean-François Fauchille (Peugeot 205 Turbo 16 Évo2) : 2 spéciales (ES 17, 18)

## Résultats des principaux engagés
| No  | Pilote                | Copilote                | Voiture                   | Groupe | Classement général                             | Class. groupe |
| --- | --------------------- | ----------------------- | ------------------------- | ------ | ---------------------------------------------- | ------------- |
| 1   | Markku Alén           | Ilkka Kivimäki          | Lancia Rally 037          | B      | ab. avant la 6e spéciale (retrait)             | -             |
| 2   | Ari Vatanen           | Terry Harryman          | Peugeot 205 Turbo 16      | B      | ab. dans la 16e spéciale (sortie de route)     | -             |
| 3   | Jean Ragnotti         | Pierre Thimonier        | Renault 5 Maxi Turbo      | B      | 1er                                            | 1er           |
| 4   | Attilio Bettega       | Maurizio Perissinot     | Lancia Rally 037          | B      | ab. dans la 4e spéciale (sortie de route)      | -             |
| 5   | Walter Röhrl          | Christian Geistdörfer   | Audi Sport Quattro        | B      | ab. après la 1re spéciale (freins)             | -             |
| 6   | Timo Salonen          | Seppo Harjanne          | Peugeot 205 Turbo 16      | B      | ab. dans la 1re spéciale (problème électrique) | -             |
| 7   | Massimo Biasion       | Tiziano Siviero         | Lancia Rally 037          | B      | ab. après la 6e spéciale (retrait)             | -             |
| 8   | Guy Fréquelin         | «Tilber»                | Opel Manta 400            | B      | ab. dans la 1re spéciale (pompe à huile)       | -             |
| 9   | Henri Toivonen        | Juha Piironen           | Lancia Rally 037          | B      | forfait                                        | -             |
| 10  | Bernard Béguin        | Jean-Jacques Lenne      | Porsche 911 SC RS         | B      | 3e à 25 min 49 s                               | 3e            |
| 11  | Bruno Saby            | Jean-François Fauchille | Peugeot 205 Turbo 16 Évo2 | B      | 2e à 12 min 32 s                               | 2e            |
| 12  | François Chatriot     | Michel Périn            | Renault 5 Maxi Turbo      | B      | ab. dans la 8e spéciale (moteur)               | -             |
| 14  | Bernard Darniche      | Alain Mahé              | Peugeot 205 Turbo 16      | B      | ab. dans la 1re spéciale (pompe à essence)     | -             |
| 15  | Billy Coleman         | Ronan Morgan            | Porsche 911 SC RS         | B      | 4e à 57 min 07 s                               | 4e            |
| 16  | Jochi Kleint          | Werner Hohenadel        | Volkswagen Golf GTI       | A      | ab. dans la 23e spéciale (sortie de route)     | -             |
| 18  | Franz Wittmann        | Ferdinand Hinterleitner | Volkswagen Golf GTI       | A      | ab. dans la 2e spéciale (touchette)            | -             |
| 19  | Olivier Tabatoni      | Didier Breton           | Citroën Visa 1000 Pistes  | B      | ab. dans la 9e spéciale (embrayage)            | -             |
| 20  | Carole Vergnaud       | Marie-Claude Jouan      | Citroën Visa 1000 Pistes  | B      | ab. dans la 7e spéciale (embrayage)            | -             |
| 21  | Jean-Paul Bouquet     | Christian Morel         | Talbot Samba Rallye       | B      | 7e à 1 h 30 min 22 s                           | 7e            |
| 22  | Bertrand Balas        | Eric Lainé              | Alfa Romeo Alfetta GTV6   | A      | 6e à 1 h 23 min 38 s                           | 2e            |
| 23  | Yves Loubet           | Jean-Bernard Vieu       | Alfa Romeo Alfetta GTV6   | A      | 5e à 1 h 09 min 38 s                           | 1er           |
| 24  | Alain Oreille         | Sylvie Oreille          | Renault 11 Turbo          | A      | ab. dans la 19e spéciale (moteur)              | -             |
| 27  | Didier Auriol         | Bernard Occelli         | Renault 5 Maxi Turbo      | B      | ab. dans la 10e spéciale (problème électrique) | -             |
| 34  | Camille Bartoli       | Bernard Falempin        | Renault 5 Turbo           | B      | 8e à 1 h 32 min 15 s                           | 6e            |
| 35  | Paul Rouby            | Jean-Louis Martin       | Renault 5 Turbo           | B      | ab. dans la 22e spéciale                       | -             |
| 36  | Jean-Pierre Manzagol  | Daniel Chiesa           | Renault 5 Turbo           | B      | ab. dans la 10e spéciale                       | -             |
| 37  | Ange-Paul Franceschi  | Patrick Giudicelli      | Renault 5 Turbo           | B      | ab. après la 10e spéciale (joint de culasse)   | -             |
| 38  | Jean-Claude Torre     | Patrick de la Fouata    | Renault 5 Turbo           | B      | ab. dans la 13e spéciale                       | -             |
| 39  | Michel Murroni        | Marythé Murroni         | Renault 5 Turbo           | B      | 11e à 2 h 15 min 05 s                          | 8e            |
| 41  | Jean-Jacques Paoletti | Claude Santucci         | Renault 5 Turbo           | B      | 9e à 1 h 59 min 20 s                           | 7e            |
| 42  | Michel Neri           | Rocky Demedardi         | Renault 5 Turbo           | B      | ab. dans la 30e spéciale                       | -             |
| 65  | François Leandri      | Alain Labydoire         | Talbot Samba Rallye       | B      | 12e à 2 h 16 min 57 s                          | 9e            |
| 68  | Guy Chasseuil         | Daniel Brichot          | Volkswagen Golf GTI       | A      | ab. dans la 2e spéciale (sortie de route)      | -             |
| 110 | Bernard Donguès       | Roselyne Prioux         | BMW 323i                  | N      | ab. dans la 12e spéciale (sortie de route)     | -             |
| 112 | Patrick Bernardini    | José Bernardini         | BMW 323i                  | N      | 10e à 2 h 02 min 07 s                          | 1er           |
| 113 | Jean-Pierre Deriu     | Joël Mariani            | Renault 5 GT Turbo        | N      | Déclassé (boîte non conforme)                  | -             |

## Classements des championnats à l'issue de la course

### Constructeurs
- Attribution des points : 10, 9, 8, 7, 6, 5, 4, 3, 2, 1 respectivement aux dix premières marques de chaque épreuve, additionnés de 8, 7, 6, 5, 4, 3, 2, 1 respectivement aux huit premières de chaque groupe (seule la voiture la mieux classée de chaque constructeur marque des points). Les points de groupe ne sont attribués qu'aux concurrents ayant terminé dans les dix premiers au classement général[9].
- Seuls les huit meilleurs résultats (sur onze épreuves) sont retenus pour le décompte final des points.

| Pos. | Marque     | Points | M-C  | SUE  | POR  | SAF  | COR  | ACR | NZ | ARG | FIN | SAN | RAC |
| ---- | ---------- | ------ | ---- | ---- | ---- | ---- | ---- | --- | -- | --- | --- | --- | --- |
| 1    | Peugeot    | 76     | 10+8 | 10+8 | 10+8 | 4+2  | 9+7  |     |    |     |     |     |     |
| 2    | Audi       | 46     | 9+7  | 9+7  | 8+6  | -    | -    |     |    |     |     |     |     |
| 3    | Toyota     | 28     | -    | -    | 2+8  | 10+8 | -    |     |    |     |     |     |     |
| 4    | Renault    | 24     | 4+2  | -    | -    | -    | 10+8 |     |    |     |     |     |     |
| 4=   | Lancia     | 24     | 5+3  | -    | 9+7  | -    | -    |     |    |     |     |     |     |
| 6    | Nissan     | 18     | -    | -    | 3+1  | 8+6  | -    |     |    |     |     |     |     |
| 7    | Opel       | 16     | -    | 2+2  | -    | 7+5  | -    |     |    |     |     |     |     |
| 8    | Porsche    | 14     | -    | -    | -    | -    | 8+6  |     |    |     |     |     |     |
| 8=   | Alfa Romeo | 14     | -    | -    | -    | -    | 6+8  |     |    |     |     |     |     |
| 10   | Subaru     | 9      | -    | -    | -    | 1+8  | -    |     |    |     |     |     |     |
| 10=  | BMW        | 9      | -    | -    | -    | -    | 1+8  |     |    |     |     |     |     |
| 12   | Ford       | 8      | -    | -    | 5+3  | -    | -    |     |    |     |     |     |     |
| 12=  | Talbot     | 8      | -    | -    | -    | -    | 4+4  |     |    |     |     |     |     |
| 14   | Mazda      | 6      | -    | 3+3  | -    | -    | -    |     |    |     |     |     |     |
| 15   | Citroën    | 4      | 3+1  | -    | -    | -    | -    |     |    |     |     |     |     |

### Pilotes
- Attribution des points : 20, 15, 12, 10, 8, 6, 4, 3, 2, 1 respectivement aux dix premiers de chaque épreuve.
- Seuls les sept meilleurs résultats (sur douze épreuves) sont retenus pour le décompte final des points.

| Pos. | Pilote            | Marque     | Points | M-C | SUE | POR | SAF | COR | ACR | NZ | ARG | FIN | SAN | CIV | RAC |
| ---- | ----------------- | ---------- | ------ | --- | --- | --- | --- | --- | --- | -- | --- | --- | --- | --- | --- |
| 1    | Timo Salonen      | Peugeot    | 48     | 12  | 12  | 20  | 4   | -   |     |    |     |     |     |     |     |
| 2    | Ari Vatanen       | Peugeot    | 40     | 20  | 20  | -   | -   | -   |     |    |     |     |     |     |     |
| 3    | Stig Blomqvist    | Audi       | 35     | 10  | 15  | 10  | -   | -   |     |    |     |     |     |     |     |
| 4    | Walter Röhrl      | Audi       | 27     | 15  | -   | 12  | -   | -   |     |    |     |     |     |     |     |
| 5    | Bruno Saby        | Peugeot    | 23     | 8   | -   | -   | -   | 15  |     |    |     |     |     |     |     |
| 6    | Juha Kankkunen    | Toyota     | 20     | -   | -   | -   | 20  | -   |     |    |     |     |     |     |     |
| 6=   | Jean Ragnotti     | Renault    | 20     | -   | -   | -   | -   | 20  |     |    |     |     |     |     |     |
| 8    | Massimo Biasion   | Lancia     | 17     | 2   | -   | 15  | -   | -   |     |    |     |     |     |     |     |
| 9    | Björn Waldegård   | Toyota     | 15     | -   | -   | -   | 15  | -   |     |    |     |     |     |     |     |
| 10   | Mike Kirkland     | Nissan     | 12     | -   | -   | -   | 12  | -   |     |    |     |     |     |     |     |
| 10=  | Bernard Béguin    | Porsche    | 12     | -   | -   | -   | -   | 12  |     |    |     |     |     |     |     |
| 12   | Hannu Mikkola     | Audi       | 10     | -   | 10  | -   | -   | -   |     |    |     |     |     |     |     |
| 12=  | Rauno Aaltonen    | Opel       | 10     | -   | -   | -   | 10  | -   |     |    |     |     |     |     |     |
| 12=  | Billy Coleman     | Porsche    | 10     | -   | -   | -   | -   | 10  |     |    |     |     |     |     |     |
| 15   | Per Eklund        | Audi       | 8      | -   | 8   | -   | -   | -   |     |    |     |     |     |     |     |
| 15=  | Werner Grissmann  | Audi       | 8      | -   | -   | 8   | -   | -   |     |    |     |     |     |     |     |
| 15=  | Erwin Weber       | Opel       | 8      | -   | -   | -   | 8   | -   |     |    |     |     |     |     |     |
| 15=  | Yves Loubet       | Alfa Romeo | 8      | -   | -   | -   | -   | 8   |     |    |     |     |     |     |     |
| 19   | Henri Toivonen    | Lancia     | 6      | 6   | -   | -   | -   | -   |     |    |     |     |     |     |     |
| 19=  | Gunnar Pettersson | Audi       | 6      | -   | 6   | -   | -   | -   |     |    |     |     |     |     |     |
| 19=  | José Miguel       | Ford       | 6      | -   | -   | 6   | -   | -   |     |    |     |     |     |     |     |
| 19=  | Alain Ambrosino   | Nissan     | 6      | -   | -   | -   | 6   | -   |     |    |     |     |     |     |     |
| 19=  | Bertrand Balas    | Alfa Romeo | 6      | -   | -   | -   | -   | 6   |     |    |     |     |     |     |     |

### Championnat de France
- attribution des points[10] :

9, 6, 4, 3, 2, 1 respectivement aux six premiers de chaque manche
6, 4, 3, 2 respectivement aux quatre premiers de chaque groupe
5, 3, 2, 1 respectivement aux quatre premiers de chaque classe
| Pos. | Pilote             | Marque     | Points |
| ---- | ------------------ | ---------- | ------ |
| 1    | Guy Fréquelin      | Opel       | 60     |
| 2    | Alain Oreille      | Renault    | 42     |
| 3    | Bernard Béguin     | Porsche    | 39     |
| 4    | Yves Loubet        | Alfa Romeo | 38     |
| 5    | Jean Ragnotti      | Renault    | 33     |
| 6    | Jacques Panciatici | Alfa Romeo | 32     |
| 7    | Bertrand Balas     | Alfa Romeo | 24     |
| 8    | Bruno Saby         | Peugeot    | 18     |
| 9    | «Tchine»           | Opel       | 15     |
| 10   | Bernard Levallois  | Renault    | 12     |
| 10=  | Dominique de Meyer | Renault    | 12     |

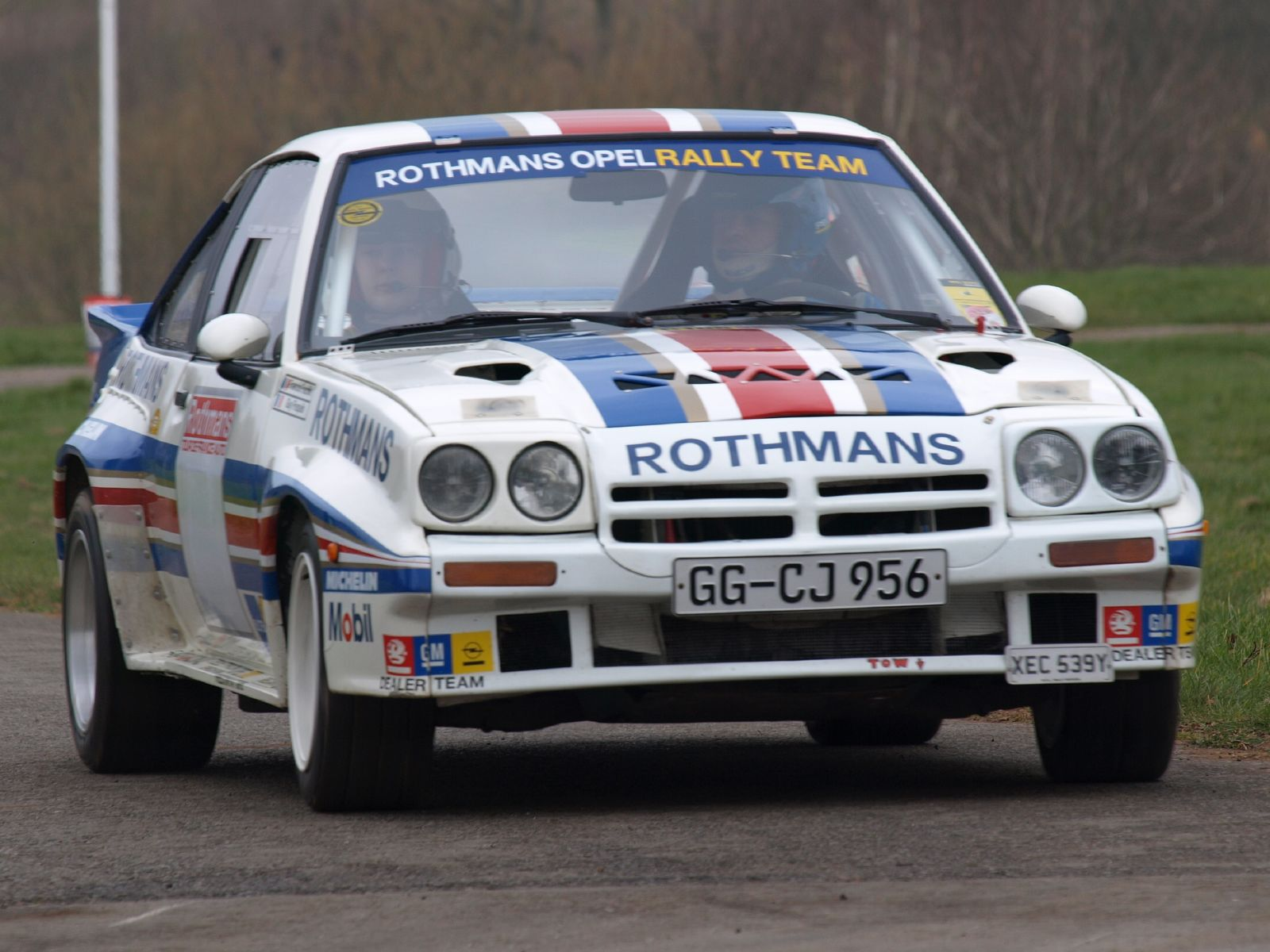
L'Opel Manta 400 de Guy Fréquelin. Malgré son abandon en Corse, le pilote français conserve la tête du championnat national.

- Épreuves disputées : Critérium de Touraine, Rallye international des Garrigues, Critérium Alpin et Tour de Corse.